# Зал слави фантастики Першого фендому
Зал слави фантастики (Перший фендом) (англ. First Fandom Hall of Fame award) - щорічна нагорода за внесок в області наукової фантастики, протягом періоду понад 30 років. Нагородженим може бути вклад в ролі письменника, редактора, художника, агента, активного фаната або будь-якої комбінації з п'яти. Вона вручається організацією "Перший Фендом" (одна з найстарших неофіційних спілок фанатів фантастики) і зазвичай вручається на початку нагородження премії Г'юго під час Всесвітнього конвенту любителів фантастики (WorldCon). Дуже тривалий час премія вручалася виключно особам, що були присутніми на першому довоєнному конвенті фантастики. У 21-му столітті у зв'язку зі смертю більшості учасників конвенції 1939 року премія стала присуджуватися відповідно до сучасних вимог (30 років літературно-фантастичного стажу).

## Особи, включені до залу слави Першого фендому
- 1963 
 Едвард Елмер Сміт
- 1964 
 Х'юго Ґернсбек
- 1965 — не було визначено лауреатів
- 1966 
 Дейвід Г. Келлер[en] (посмертно)
- 1967 
 Едмонд Гемілтон
- 1968 
 Джек Вільямсон
- 1969 
 Маррі Лайнстер
- 1970 
 Вьорджіл Фінлі
- 1971 
 Джон В. Кемпбелл-молодший (посмертно)
- 1972 
 Кетрін Мур
- 1973 
 Кліффорд Сімак
- 1974 
 Форрест Дж. Еккермен[en]
 Сем Московиць
- 1975 
 Дональд Воллгайм
- 1976 
 Гаррі Бейтс[en]
- 1977 
 Френк Белнеп Лон
- 1978 
 E. Гоффмен Прайс
- 1979 
 Реймонд З. Ґеллун[en]
- 1980 
 Джордж О. Сміт[en]
- 1981 
 Стентон А. Кобленц
- 1982 
 Вільям Кроуфорд[en] - редактор та видавець
- 1983 
 Менлі Вейд Веллмен
- 1984 
 Горацій Леонард Ґолд[en]
- 1985 
 Вілсон Такер 
 Роберт Блох
- 1986 
 Джуліус Шварц[en] - літературний агент та редактор 
 Дональд Вондрай[en]
- 1987 
 Беатріс Мегеві - редактор
- 1988 
 Артур Ллойд Ешбах 
 Ніл Джоунс[en] 
 Дейвід Кайл[en] 
 Чарльз Хорніг
- 1989 
 Фредерик Пол 
 Дональд Ґрент[en] 
  Л. Спрег де Кемп
- 1990 
 Едд Картьє — художник 
 Роберт Е. Медл 
 Алекс Шомбург - художник
- 1991 
 Роберт Лаундс[en]
- 1992 
 Нельсон С. Бонд 
 Дж. Гарві Гаґґард 
 Арт Саха — редактор 
 Артур Л. Віднер-молодший
- 1993 
 Рей Бім
- 1994 
 Еверетт Блайлер[en] - редактор 
 Джеррі де Ла Рі 
 Андре Нортон
- 1995 
 Сиріл Корнблас  - посмертно 
 Джек Спір 
 Гаррі Ворнер-молодший 
 Морт Вайсингер - редактор (посмертно)
- 1996 
 Форрест Дж. Еккермен 
 Рей Бредбері 
 Рей Гаррігаузен 
 Френк К. Келлі 
 Ерл Мелвін Коршак 
 Джуліус Шварц[en] 
 Генрі Каттнер(посмертно)
- 1997 
 Гол Клемент 
 Марк Райнсберг (посмертно)
- 1998 
 Джек Огнєв 
 Джон Балтадоніс[en] 
 Мілтон А. Росмен[en] 
 Томас Шерред[en] (посмертно) 
 Освальд Трэн (посмертно), а також 
 Крістін Московіц
- 1999 
 Артур Ленглі Сирлс 
 Линн Гікмен (посмертно), а також 
 Форрест Дж. Еккермен
- 2000 
 Теодор Р. Когсвелл[en]  (посмертно) 
 Мартін Грінберг[en] 
 Марк Шульцінгер
- 2001 
 Френк М. Робінсон
- 2002 
 Сер Артур Кларк 
 Марта Бек
- 2003 
 Філіп Хосе Фармер 
 Філіп Нолан (посмертно)
- 2004 
 Браян Олдіс 
 Роберт Петерсон 
 Вільям Л. Гемлінг 
 Джозеф Врзос
- 2005 
 Говард Дево
- 2006 
 Джо Л. Генслі[en]
- 2007 
 Альгіс Будріс
- 2008 
 Майк Ешлі 
 Айзек Азімов (посмертно) 
 Рей Гаррігаузен
- 2009 
 Волт Догерті (посмертно) 
 Джеймс Ґанн 
 Бен Індік
- 2010 
 Рей Каммінгс (посмертно) 
 Террі Дживс 
 Джо Мартіно
- 2011 
 Джей Кей Клайн 
 Олівер Саарі
- 2012 
 Рей Бредбері 
 Ларрі Фарсак 
 Клод Гельд 
 Расті Гевелін (посмертно) 
 Джек Робінс
- 2013 
 Сем Бешем 
 Таддеус Е. Дікті (посмертно) 
 Ерл Кемп 
 Лестер Маєр 
 Реймонд А. Палмер (посмертно) 
 Норман Ф. Стенлі
- 2014 
 Джон Клют 
 Джон Карнелл[en] (посмертно) 
 Волтер Джиллінгз (англ. Walter Gillings) (посмертно) 
 Майк Ешлі[en]
- 2015 
 Джуліен Мей 
 Маргарет Брендедж (посмертно) 
 Брюс Пелз (посмертно) 
 Ф. Орлін Тремейн (посмертно)
- 2016 
 Бен Бова 
 Рой Хант (посмертно) 
 Лью Мартин (посмертно) 
 Олон Віггинс (посмертно)
- 2017 
 Джим Гармон[en] 
 Лес Коул 
 Ес Коул
- 2018 
 Роберт Сілверберг 
 Лен Моффет (посмертно) 
 Джин Мофффет (посмертно)
, а також Голберт Велдон Голл
- 2019 
 Рей Нельсон 
 Боб Шо (посмертно) 
 Джеймс Вайт (посмертно)
 Волт Вілліс[en], а також Бредфорд Л'яу
- 2020 
 Роджер Сімз 
 Чед Олівер[en] (посмертно), а також Джон Картер Тіббеттс
- 2021 
 Вільям Ф. Нолан 
 Річард А. Лупофф[en] (посмертно) 
 Пет Лупофф (посмертно), 
 а також Кевін Л. Кук
- 2022 
 Огест Дерлет 
 Джордж В. Прайс (англ. George W. Price) — критик
- 2023 
 Майкл Муркок
 Вілл Маррі[en] 
 Кен Келлі (посмертно)
 Конрад Г. Руперт (англ. Conrad H. Ruppert)
- 2024 
 Дейвід Ленґфорд 
 Майк Ґліксон[en] — художник 
 Альфред Бестер (посмертно) 
 Майк Резник (посмертно), 
 Пітер Вестон[en] 
 Мері Бьорнс та Білл Бьорнс (англ. Mary and Bill Burns)

Peter Weston